# Přítluky
Přítluky är en ort i Tjeckien.   Den ligger i distriktet Okres Břeclav och regionen Södra Mähren, i den sydöstra delen av landet, 220 km sydost om huvudstaden Prag. Přítluky ligger 171 meter över havet och antalet invånare är 740.
Terrängen runt Přítluky är huvudsakligen platt, men västerut är den kuperad. Runt Přítluky är det ganska tätbefolkat, med 139 invånare per kvadratkilometer. Närmaste större samhälle är Břeclav, 13,3 km sydost om Přítluky. Trakten runt Přítluky består till största delen av jordbruksmark.